# 泷泽直己
泷泽直己（1960年7月19日—）是一位日本时装设计师。 他出生于东京，毕业于桑泽设计学院的服装设计系。
在担任三宅一生（Issey Miyake）的创意总监（1993年 – 2007年）之后，他在2006年创建设计事务所“株式会社NAOKI TAKIZAWA DESIGN”。 从2011年开始担任优衣库的设计总监， 从2014年开始担任同公司特别项目的设计总监。
他是东京大学综合研究博物馆IntermediaTech捐赠研究部的特聘教授（2009年 – 2013年），以及早稻田大学文化构想学部的兼职讲师（2011 年 - 2013年）。

## 历史
他自1993年起担任三宅一生男装系列的创意总监，自1999年起担任女装和男装系列的创意总监。 他曾与国内外各领域的创作者和艺术家合作创作服装，为法兰克福芭蕾舞团设计服装，并为巴黎国家凯布朗利博物馆设计窗帘等等。 
在推出2007年春夏系列（2006年）后，他从三宅一生创意总监一职退任。 同年，他成立了株式会社NAOKI TAKIZAWA DESIGN，并在接下来的2007年纽约时装周上展示了 "Naoki Takizawa "系列。 
他从2010年开始参与UNIQLO的设计，从2011年开始担任UNIQLO的设计总监，从2014年开始担任特别项目的设计总监。 
2013年，他参与了洋马为提升品牌形象而推出的高端品牌项目，担任农装的设计总监。 他参与了农用服装和航海服装的开发，特别是他创意 的新农用服装设计引起了很多人的关注。
从2014年起，他负责为UNIQLO∽ INES DE LA FRESSANGE设计特别合作系列，同年3月上市。 
他还为2017年开始运营的东日本铁路公司运营的TRAIN SUITE四季岛号列车的乘务员和乘客设计制服。 
他制作、设计和指导男装品牌B TOKYO，专注于西装外套，在西武涉谷店开业。
2018年，他在办公室所在的代官山Hillside Terrace C栋的1层开设了自己的店铺NAOKI TAKIZAWA FITTING ROOM，销售他自己设计的产品。 
在桑泽设计研究院的植田逸子前辈的推荐下，从2011年开始负责皇后美智子（现在的上皇后）的服装设计。

## 书籍
- 森山大道x泷泽直己  NOVEMBRE，月曜社（2004年）
- 一亿人的服装设计   日本经济新闻  (2014年)
- 一亿人的服装设计	中国北京   (2023年)

## 奖项
- 每日时装大赏（1998年）
- 第七届桑泽奖(1999年)
- 纽约舞蹈和表演奖（BESSIE AWARD）（1999年）
- 法国艺术文化骑士勋章（2007年）
- 微博群英会年度优秀服装设计师（2022年）